# Ralph Pitchford

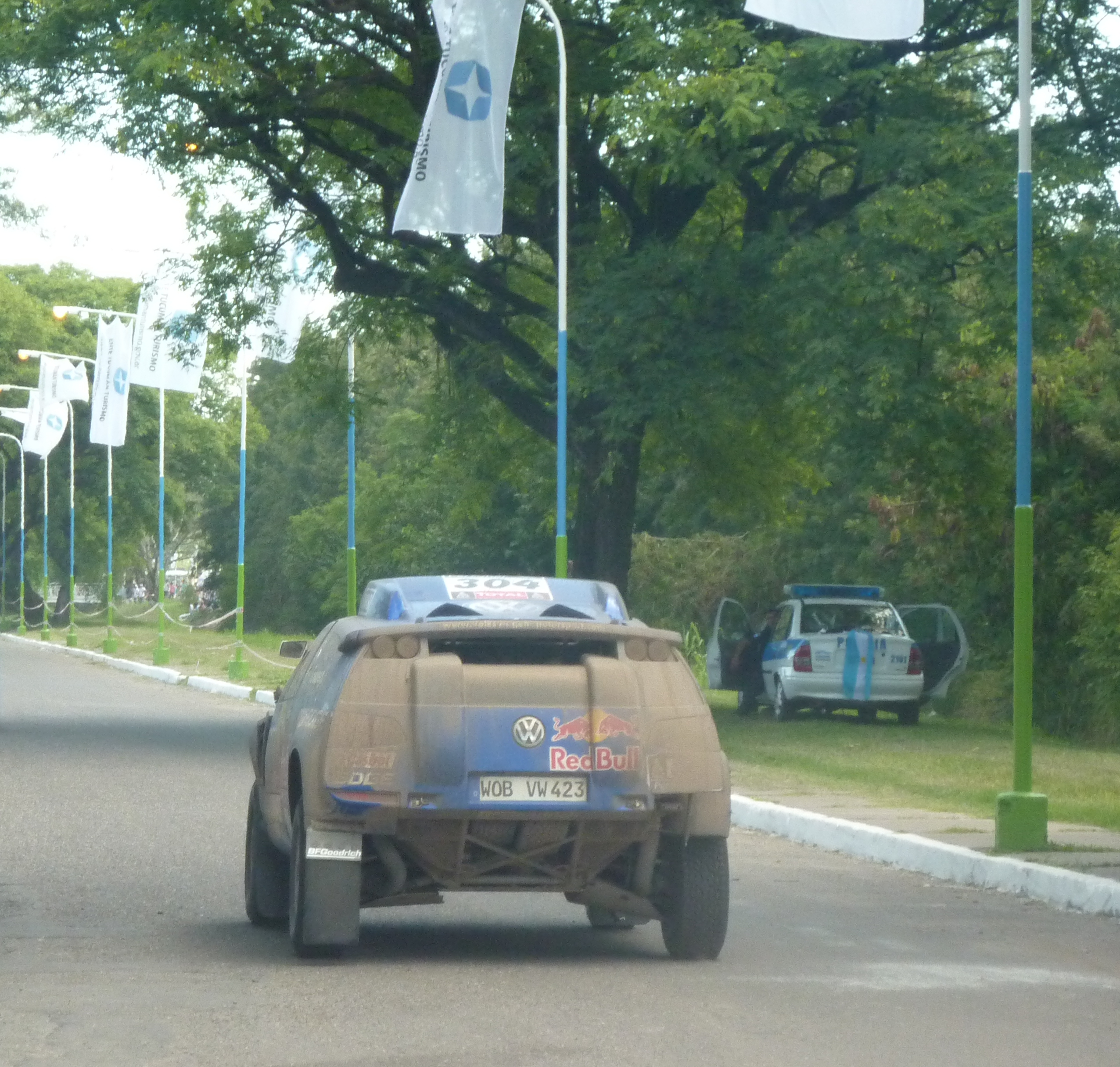
Ralph Pitchford im Auto von Mark Miller während der Rallye Dakar 2011

Ralph Pitchford (* 23. Februar 1962 in Bloemfontein) ist ein südafrikanischer Endurosportler und Rallye-Navigator.

## Karriere
1980 erfolgte seine erste Teilnahme an Motocross-Wettbewerben. 1989 wurde er Südafrikanischer Motocross-Meister in der Klasse bis 200 cm³. 1999 nahm er an der Internationalen Sechstagefahrt in Portugal teil.
Von 1998 bis 2004 war er Mechaniker von Alfie Cox, Jordi Arcarons, Luc Alphand und Colin McRae.
2004 wurde Pitchford Copilot von Alfie Cox im Marathonrallyesport. 2004 und 2005 konnten sie die Südafrikanische Meisterschaft gewinnen. 2006 kamen sie auf Platz 15 bei der Rallye Dakar. Im August wurde er Copilot von Mark Miller, gegen den er schon in den 1990er-Jahren bei Enduro-Rennen antrat, bei Volkswagen Motorsport. 2007 wurden sie Vierte bei der Rallye Dakar, Fünfte bei der Rallye Marokko und errangen den Klassensieg bei der Baja 500. 2008 belegten sie den zweiten Platz bei der Rallye dos Sertões. Bei der Rallye Dakar 2009 kamen Miller und Pitchford im Race Touareg auf den zweiten Platz im Gesamtklassement.
| Personendaten    | Personendaten                                        |
| ---------------- | ---------------------------------------------------- |
| NAME             | Pitchford, Ralph                                     |
| KURZBESCHREIBUNG | südafrikanischer Endurosportler und Rallye-Navigator |
| GEBURTSDATUM     | 23. Februar 1962                                     |
| GEBURTSORT       | Bloemfontein                                         |